# Тууре Неймінен
Тууре Неймінен (19 лютого 1894 — 17 жовтня 1968) — фінський стрибун з трампліна. Народився 19 лютого 1894 року в Гельсінкі. Брав участь у зимових Олімпійських іграх 1924 року в Шамоні, де посів 13-е місце у стрибках з трампліна.